# Chris Browne
Christhoper Kelly Browne (South Orange, 16 maggio 1952 – Sioux Falls, 5 febbraio 2023) è stato un fumettista statunitense.

## Biografia
Nato a South Orange nel New Jersey, è cresciuto nella periferia di Wilton nel Connecticut, figlio di Dik Browne e fratello di Chance Browne. Browne iniziò a lavorare nel mondo dei fumetti come assistente per suo padre nelle strisce a fumetti Hi and Lois e Hagar l'Orribile. Quando il padre morì nel 1989, Chris Browne continuò la striscia, sia scrivendola che disegnandola, fino alla sua morte, mentre il fratello prese in carico Hi and Lois.
Browne visse a Sioux Falls in South Dakota, dove morì il 5 febbraio 2023, all'età di 70 anni.
| Controllo di autorità | VIAF (EN) 4843149198222574940009 · ISNI (EN) 0000 0000 6324 5479 · Europeana agent/base/86408 · LCCN (EN) n85057545 · GND (DE) 1296623114 |